# Stefano Bontate
Stefano Bontate (Palermo, 23 aprile 1938 – Palermo, 23 aprile 1981) è stato un mafioso italiano, legato a Cosa nostra. Erroneamente, talune fonti riportano il cognome "Bontade".

Era noto come Il Falco per via della sua freddezza e della sua arguzia, ma amava farsi chiamare anche Principe di Villagrazia, malgrado non vantasse alcun titolo nobiliare. 

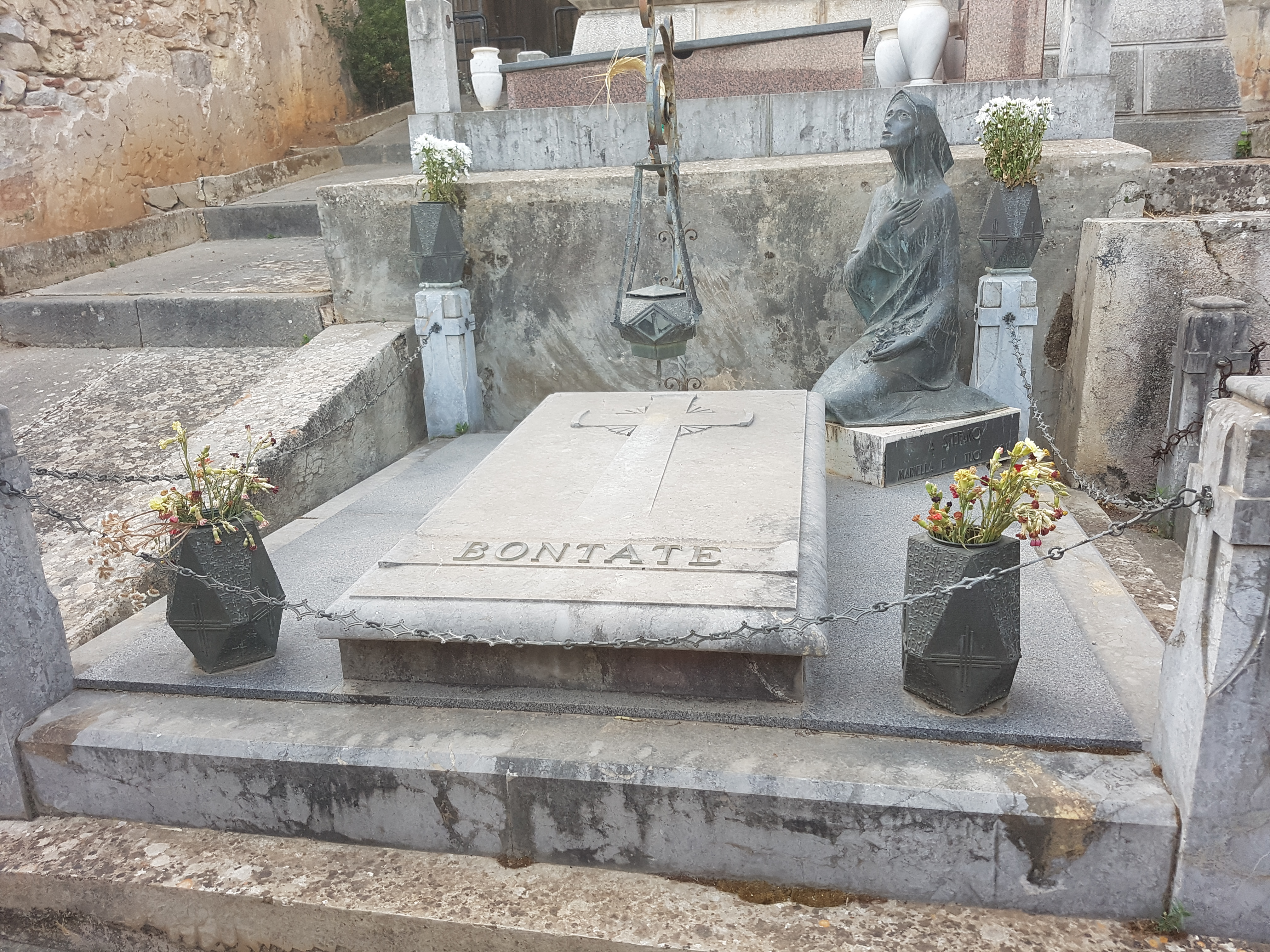
La tomba in cui è sepolto Stefano Bontate

## Biografia

### Primi anni
Figlio di Francesco Paolo Bontate, l'autorevole capo della cosca mafiosa di Santa Maria di Gesù, meglio noto come "don Paolino Bontà". Il giovane Stefano frequentò il liceo Gonzaga presso i padri Gesuiti (dove imparò a parlare perfettamente inglese e francese) e insieme al fratello Giovanni venne affiliato alla cosca del padre, di cui divenne il vicecapo. Nel 1964, a soli venticinque anni, Bontate ereditò le redini della cosca per via delle gravi condizioni di salute del padre, che aveva rinunciato alla funzione di capo lasciandogli in eredità tutte le sue ricchezze, insieme a quelle dello zio Mommino. Bontate iniziò ad operare nel settore del commercio all'ingrosso di prodotti ortofrutticoli, che si rivelò una copertura per i suoi affari illeciti, ma venne coinvolto anche in alcune attività edilizie a Palermo.
Sposò Margherita Teresi, proveniente dall'alta borghesia imprenditoriale palermitana, e instaurò saldi rapporti con personalità influenti come il conte Arturo Cassina, il principe Alessandro Vanni Calvello di San Vincenzo e Marianello Gutierrez Spatafora. A Palermo frequenta con la moglie i salotti borghesi più ambiti, che lo accolgono come un uomo ricco e di piacevole conversazione. Era inoltre legato a rapporti d'amicizia con alcuni personaggi dello spettacolo, tra cui l'attore comico Franco Franchi e il cantante Mario Merola. Alterna al lavoro viaggi di piacere in Svizzera, in Francia, ma anche a Roma e in Toscana. Il cognato Giacomo Vitale, impiegato presso l'Ente minerario siciliano, aderiva alla loggia massonica C.A.M.E.A (Centro Attività Massoniche Esoteriche Accettate) di Santa Margherita Ligure, che era diretta da Aldo Vitale, amico di Licio Gelli. Secondo il racconto di Angelo Siino e Gioacchino Pennino, Bontate stesso venne messo a capo di una loggia massonica segreta detta "Loggia dei 300", che aveva al suo interno personaggi di rilievo nella Palermo degli anni sessanta e settanta con i quali intraprese collaborazioni e rapporti d'amicizia.
Don Stefano diventerà presto il principale esponente e leader del gruppo. Insieme al cognato Girolamo Teresi (detto Mimmo), crea, inoltre, un articolato sistema di potere che si avvale di un grande numero di prestanome e di società di comodo che vincono con facilità tutti gli appalti pubblici nel campo dell'edilizia e della relativa speculazione, e delle attività commerciali, col conseguente riciclaggio di denaro sporco incassato dai mafiosi e successivamente "lavato" per tornare ripulito nelle loro tasche. I suoi rapporti con il mondo finanziario non solo siciliano, ma nazionale, crescono notevolmente. Nello stesso tempo Bontate consolida i suoi legami con la corrente andreottiana della Democrazia Cristiana siciliana (essendo imparentato con la deputata Margherita Bontade) e con i suoi referenti statunitensi.

### Anni settanta

La «strage di viale Lazio» (10 dicembre 1969), organizzata da Bontate per punire il boss Michele Cavataio.

Nel 1969 Bontate fu tra gli organizzatori della cosiddetta «strage di viale Lazio» per punire il boss Michele Cavataio: infatti egli stesso scelse i suoi soldati Emanuele D'Agostino e Gaetano Grado per fare parte del commando di killer che uccise Cavataio. Nel 1970 Bontate partecipò ad un incontro a Milano insieme ad altri boss per discutere sull'implicazione dei mafiosi siciliani nel Golpe Borghese e, durante l'incontro, costituì un "triumvirato" insieme ai boss Gaetano Badalamenti e Luciano Leggio per ricostruire la "Commissione", sciolta in seguito alla prima guerra di mafia.
Nel 1971 Bontate venne denunciato dai Carabinieri e dalla questura di Palermo per associazione a delinquere e traffico di stupefacenti insieme ad altri 113 mafiosi, venendo arrestato e rinchiuso per un breve periodo nel carcere dell'Ucciardone insieme a Gaetano Badalamenti, incluso pure nella denuncia. In seguito alla scarcerazione, Bontate venne inviato al soggiorno obbligato a Qualiano, consentendogli di avviare rapporti con i camorristi come Michele Zaza e Giuseppe Sciorio per il contrabbando di sigarette.
A metà degli anni settanta, Bontate lasciò in secondo piano il contrabbando di sigarette estere per divenire il principale approvvigionatore di morfina base dalla Turchia e dall'Estremo Oriente, grazie ai suoi stretti legami con i contrabbandieri Nunzio La Mattina e Tommaso Spadaro. Poi prese contatto diretto con i fornitori della mafia turca attraverso i fratelli Grado e loro cugino Totuccio Contorno, suoi affiliati di fiducia che abitavano a Milano. Inoltre Bontate instaurò ottimi rapporti personali e d'affari con il boss Salvatore Inzerillo, che inviava l'eroina raffinata nei dintorni di Palermo negli Stati Uniti, in collegamento con i suoi cugini Gambino di Brooklyn. Due "uomini d'onore" della sua Famiglia, Francesco Marino Mannoia e Antonino Vernengo, impararono la tecnica di raffinazione dell'eroina ed iniziarono a produrne a tonnellate. Oltre ai Gambino di New York attraverso Inzerillo, Bontate riforniva di eroina le piazze di spaccio a Milano e in Veneto, sempre attraverso i fratelli Grado e Contorno, e a Roma attraverso Danilo Abbruciati, membro della famigerata banda della Magliana. Inizia ad avere anche rapporti con Umberto Ammaturo, che ha modo di conoscere tramite i fratelli Nuvoletta, per il traffico di cocaina.
Nel 1975 però Totò Riina, reggente della cosca di Corleone in sostituzione di Luciano Liggio, fece sequestrare ed uccidere Luigi Corleo, suocero di Nino Salvo, ricco e famoso esattore affiliato alla cosca di Salemi; il sequestro venne attuato per dare un duro colpo al prestigio di Bontate e Badalamenti, i quali erano legati a Salvo e non riusciranno ad ottenere né la liberazione dell'ostaggio, né la restituzione del corpo.
Durante una conversazione con Gaetano Grado (determinato a far assassinare Riina), Bontate si espresse sull'avversario corleonese: «Lascialo correre a questo cavallo, che tanto deve passare sempre da qui: è viddanu ("contadino" in italiano)». L'errore di sottovalutare Riina gli sarebbe stato fatale. Nel 1978 i corleonesi eliminarono i boss Giuseppe Di Cristina e Giuseppe Calderone per demolire ancora di più il prestigio di Bontate ed Inzerillo, ed inoltre riuscirono a mettere in minoranza Badalamenti nella "Commissione", che lo espulse dalla sua Famiglia.

### La morte

L'omicidio di Stefano Bontate (23 aprile 1981)

Nel 1981 Riina fece uccidere Giuseppe Panno, capo della cosca di Casteldaccia e strettamente legato a Bontate, il quale reagì organizzando un complotto contro Riina, che però venne rivelato da Michele Greco, il capo della "Commissione" che si era segretamente accordato con lo schieramento dei Corleonesi. Riina allora decretò l'omicidio del Bontate: verso le 23:30, mentre si stava recando alla sua casa di campagna dopo la festa di compleanno, a bordo della nuova Alfa Romeo Giulietta 2000 super, Bontate venne affiancato da una moto Honda guidata da Giuseppe Lucchese con a bordo Giuseppe Greco "Scarpuzzedda" che lo uccise con un AK-47 mentre era fermo ad un semaforo di via Aloi a Palermo.
Quando la polizia esaminò il cadavere, riconobbe (nonostante i violenti sfregi causati dai proiettili) un uomo giovane con addosso un pregiato abito di sartoria in principe di Galles. Al polso l'orologio Vacheron Constantin e tra la camicia e i pantaloni una pistola semiautomatica di produzione francese già carica, con cui Bontate non aveva fatto in tempo a difendersi dai sicari Corleonesi. Nella tasca dei pantaloni ben 5 milioni di lire in banconote; la carta d'identità imbrattata di sangue avrebbe lasciato le autorità senza parole: era Stefano Bontate, all'anagrafe semplice proprietario terriero, ma in realtà un capo di Cosa Nostra.

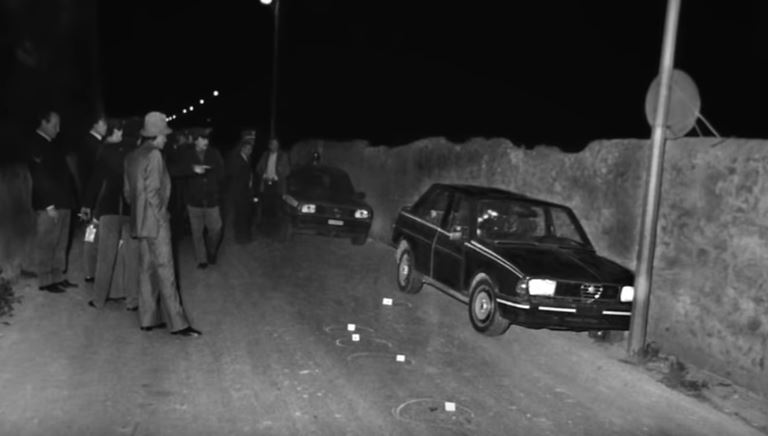
La scena del delitto Bontate.

L'omicidio, che diede inizio alla seconda guerra di mafia, richiese settimane di accurata preparazione e venne anche organizzato dal fratello minore di Bontate, Giovanni, il quale si accordò con i Corleonesi perché intendeva sostituire il fratello alla guida della Famiglia; al delitto partecipò inoltre il vicecapo di Bontate, Pietro Lo Iacono, che si era recato a casa sua con la scusa di fargli gli auguri e aveva appreso dallo stesso Bontate che stava per recarsi nella casa di campagna e così aveva avvertito i sicari che si erano nascosti nei dintorni. Il giorno prima della morte si trovava insieme a Michele Greco, con cui aveva trascorso il venerdì santo. Il Greco conosceva sin da bambino Stefano Bontate, che si recava nella sua tenuta insieme alla famiglia, ma si sospetta che anche lui sia tra i mandanti dell'omicidio.

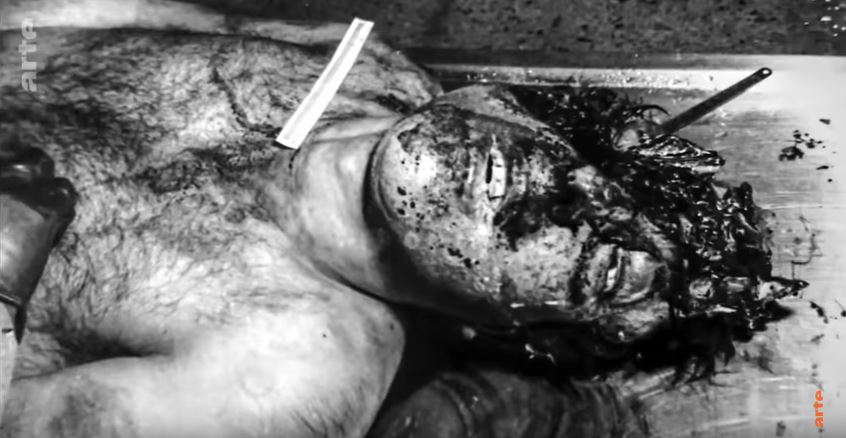
Il volto di Bontate sfigurato dai proiettili.

La bara di Stefano venne esposta nella villa di famiglia. I funerali si svolsero nella chiesa della borgata della Guadagna, e la salma riposa presso il cimitero di Santa Maria di Gesù. Sulla morte di Bontate numerosi giornali restarono indifferenti. Il suo nome però sarebbe riemerso durante il maxiprocesso alla mafia, dove rivestì un ruolo cruciale per numerose indagini e dichiarazioni. Infatti i collaboratori di giustizia Tommaso Buscetta e Totuccio Contorno lo descrissero come un mite signorotto di campagna che incarnava i valori della vecchia mafia contraria al narcotraffico e omicidi eccelenti in contrapposizione alla mafia terrorista dei Corleonesi ma diverse fonti smentirono questo racconto.

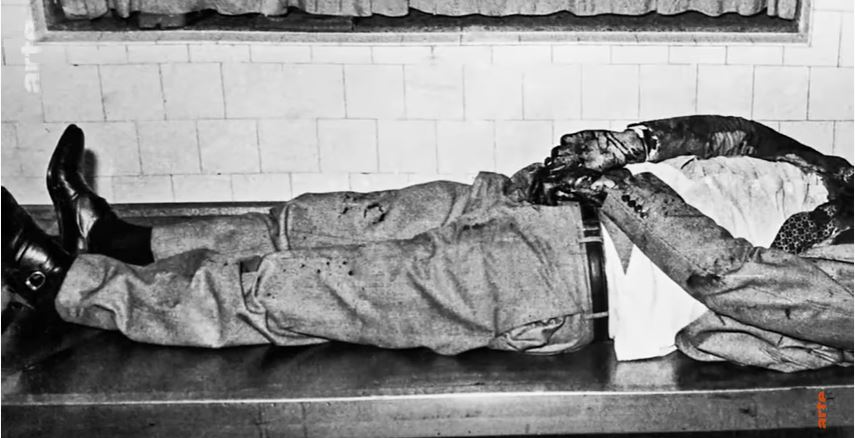
Corpo di Stefano Bontate in obitorio.

### Processi
L'omicidio Bontate fu uno dei tanti casi trattati all'interno del celebre maxiprocesso di Palermo (Abbate Giovanni +459) e nel 1987, con la sentenza di primo grado, Salvatore Riina e Bernardo Provenzano furono condannati all'ergastolo come mandanti mentre Pino Greco e Giuseppe Lucchese come esecutori materiali.
Nel 1993 il caso è stato riaperto a seguito delle dichiarazioni dei collaboratori di giustizia Gaspare Mutolo, Giuseppe Marchese, Giovanni Drago e Baldassare Di Maggio, che portarono ad un nuovo processo (Agate Mariano +56), nel quale venivano trattati anche altri 76 omicidi commessi dai corleonesi nel decennio 1981-91. Il processo, iniziato nel 1994 e concluso in primo grado nel 2004, vide l'ergastolo dell’intera Cupola di Cosa Nostra.

## Legami con le istituzioni
Secondo la testimonianza del collaboratore di giustizia Tommaso Buscetta, Bontate fu implicato nell'uccisione di Enrico Mattei (presidente dell'Eni) e nella sparizione del giornalista Mauro De Mauro: «il rapimento di Mauro De Mauro […] è stato effettuato da Cosa Nostra. De Mauro stava indagando sulla morte di Mattei e aveva ottime fonti all'interno di Cosa Nostra. Stefano Bontate venne a sapere che De Mauro stava avvicinandosi troppo alla verità - e di conseguenza al ruolo che egli stesso aveva giocato nell'attentato - e organizzò il "prelevamento" del giornalista in via delle Magnolie. De Mauro fu rapito per ordine di Stefano Bontate che incaricò dell'operazione il suo vice Girolamo Teresi […]. Era stato "spento" un nostro nemico e si dette per scontato che Stefano Bontate, Gaetano Badalamenti e Luciano Liggio avessero autorizzato l'azione».

Stefano Bontate nel 1974

Nel 1979 Bontate, insieme ai boss Salvatore Inzerillo, John Gambino e Rosario Spatola, si occupò del falso rapimento del finanziere Michele Sindona, il quale si nascose in Sicilia in seguito alla bancarotta delle sue banche aiutato dal massone Giacomo Vitale, cognato di Bontate; il vero obiettivo del finto rapimento era quello di fare arrivare un avviso ricattatorio ai precedenti alleati politici di Sindona, tra cui Giulio Andreotti, per portare a buon fine il salvataggio delle sue banche e recuperare il denaro di Bontate e degli altri boss, anche minacciando Enrico Cuccia, presidente di Mediobanca e l'avvocato Giorgio Ambrosoli, commissario liquidatore delle banche di Sindona, che erano i principali oppositori dei piani di salvataggio. Secondo il collaboratore di giustizia Gioacchino Pennino, Bontate sarebbe stato presentato a Sindona dal principe Gianfranco Alliata di Montereale, massone e uomo d'onore "riservato" della famiglia mafiosa di Brancaccio.
Sindona propose a Bontate un piano separatista e l'affiliazione di alcuni mafiosi siciliani in una loggia massonica coperta, anche se la proposta non venne accolta positivamente da tutta la "Commissione"; Bontate e altri mafiosi però ritennero opportuno legarsi alla massoneria, dove entrarono in contatto diretto con imprenditori, giudici e uomini politici per facilitare i loro affari illeciti. Inoltre Bontate era in stretti rapporti d'amicizia con Salvo Lima, con il quale s'incontrava spesso, ed era anche legato ai deputati Francesco Cosentino e Rosario Nicoletti, il quale lo riceveva nel suo studio.
Attraverso l'onorevole Lima, Bontate incontrò due volte Giulio Andreotti nel 1979 e nel 1980 (come rievocato dai collaboratori di giustizia Francesco Marino Mannoia e Angelo Siino, che furono diretti testimoni degli incontri), in occasione dei quali si sarebbe discusso del comportamento tenuto dal presidente democristiano della Regione Siciliana, Piersanti Mattarella, ritenuto in stridente contrasto con gli interessi di Cosa Nostra.
Tali testimonianze degli incontri con Bontate sono state ritenute veritiere dalla Corte d'Appello di Palermo, che ha assolto Andreotti per il reato di associazione mafiosa per il periodo successivo all'omicidio di Piersanti Mattarella, ritenendo tuttavia valido il reato di Andreotti per il periodo di tempo precedente al delitto Mattarella, anche se coperto dalla prescrizione. La sentenza venne confermata dalla Corte suprema di cassazione nell'ottobre del 2004. Al processo contro il senatore Marcello Dell'Utri per concorso esterno in associazione mafiosa, la Cassazione ritenne pienamente provato l'incontro avvenuto tra Bontate e l'allora imprenditore Silvio Berlusconi e Dell'Utri (all'epoca collaboratore di Berlusconi), testimoniato dal collaboratore di giustizia Francesco Di Carlo e di cui hanno parlato anche altri collaboratori.
L'incontro sarebbe avvenuto nel 1974 a Milano, dove venne presa la contestuale decisione di far seguire l'arrivo di Vittorio Mangano presso l'abitazione di Berlusconi per svolgere la funzione di "garanzia e protezione" a tutela della sicurezza del suo datore di lavoro e dei suoi più stretti familiari, perché Berlusconi «temeva che i suoi parenti fossero oggetto di sequestri di persona»; fu Dell'Utri a mettere Berlusconi in contatto con Bontate e Vittorio Mangano, che sarebbero stati i garanti della sicurezza di Berlusconi, che per questa ragione pagò "cospicue somme" a Dell'Utri. Inoltre si ritenne provato che Bontate si servì di Dell'Utri come tramite per gli investimenti di denaro sporco sulla piazza di Milano e in aziende pulite dell'Italia settentrionale. Don Stefano era anche in ottimi rapporti con rilevanti membri delle istituzioni palermitane. Tra questi abbiamo il commissario di polizia Bruno Contrada, che, come testimoniato da diversi collaboratori di giustizia citati nella sentenza di condanna del funzionario, lo aiutò a riottenere la patente e un falso porto d'armi.

## Ricchezze
Il patrimonio accumulato da Bontate nella sua vita fu abbastanza rilevante: circa 10 miliardi di lire in contanti. Di questa somma si è trovata solo qualche traccia, come ad esempio 500 000 dollari in una valigia spedita da New York per amici del boss e rinvenuta all'aeroporto di Punta Raisi dall'allora capo della Mobile Boris Giuliano, che poco tempo dopo sarebbe stato assassinato proprio dalle cosche mafiose. Si trattava del pagamento di una partita di eroina elargito da una famiglia mafiosa statunitense a una siciliana; poco tempo dopo, all’aeroporto di New York, fu sequestrato anche l'enorme carico di eroina partito dalla Sicilia. I soldi trovati da Boris Giuliano vennero depositati da Francesco Lo Coco, cugino di primo grado di Bontate e a quell'epoca direttore di una delle filiali della Cassa di Risparmio di Sicilia (Sicilcassa), con il falso nome Giglio. Del resto del denaro si sono perse le tracce.

## Famiglia
- Giovanni Bontate: fratello di Stefano Bontate, esercitava a Palermo la professione di avvocato. Durante la Seconda guerra di mafia si schierò con i Corleonesi, quindi contro il fratello, ma nonostante questo verrà ucciso nel 1988 insieme alla moglie Francesca Citarda.[60]
- Francesco Paolo Bontate: figlio di Stefano Bontate. Viene arrestato nel 2003 per traffico di droga e condannato a 8 anni. Nel 2007 ottenne gli arresti domiciliari in virtù del buon percorso universitario intrapreso.[61][62]

## Influenza culturale
- La figura di Bontate ha ispirato il personaggio de Il Mafioso nel libro Romanzo criminale, scritto nel 2002 da Giancarlo De Cataldo e riferito alle vicende realmente avvenute della Banda della Magliana.
- Nella miniserie televisiva Il capo dei capi (2007), trasmessa in sei puntate da Canale 5, il personaggio di Bontate è interpretato da Francesco Foti.
- Nel film Il divo (2008), regia di Paolo Sorrentino, incentrato sulla vita di Giulio Andreotti, in alcune sequenze compare Bontate interpretato dall'attore Paolo De Giorgio.
- Nel film Il traditore (2019), diretto da Marco Bellocchio sulla vita di Tommaso Buscetta, Bontate è interpretato da Goffredo Maria Bruno.